# Křížová cesta (Frýdlant)
Křížová cesta ve Frýdlantu na Liberecku se nachází v centru města u kostela Nalezení svatého Kříže v Děkanské ulici.

## Historie
Křížová cesta je umístěna u děkanského kostela Nalezení svatého Kříže po obvodu ohradní zdi bývalého hřbitova. Původně renesanční ohradní zeď byla roku 1679 barokně upravena.
Cesta je spolu s kostelem chráněna jako nemovitá Kulturní památka České republiky.

## Popis
Ze čtrnácti kamenných výklenkových kapliček se dochovalo devět – zastavení VI. až XIV. Kapličky jsou tvořeny třemi bloky a ve výklenku je terakotový výjev scény z Ježíšova ukřižování. Na každé z kapliček je vytesána pořadová římská číslice zastavení a kříž.